# Вулиця Шалви Дадіані
Вулиця Шалви Дадіані (груз. შალვა დადიანს ქუჩა) — вулиця в Тбілісі в історичному районі Старе місто. Вулиця проходить від Площі Свободи до вулиці Ладо Асатіані.

## Історія
Проходить по лінії фортечної стіни Старого міста, нині повністю зруйнованої.
Сучасну назву вулиця отримала в 1959 році на честь грузинського радянського актора, письменника, громадського діяча Шалви Дадіані (1874—1959). До цього вулиця носила ім'я Іллі Чавчавадзе, але дане найменування було присвоєно новому проспекту в Тбілісі.
Раніше вулиця неодноразово змінювала назви — Вельяміновська (1851—1913, на честь генерал-лейтенанта Олексія Олександровича Вельямінова, командувача російськими військами на Кавказі), Ладо Думбадзе (1923—1929), Закфедерації (1929—1933), Іллі Чавчавадзе (1933—1959).
Стара забудова вулиці занепадає, завалилася стіна житлового будинку 1890 року побудови

## Відомі жителі
Буд. 14 — пройшли дитячі роки в майбутнього великого фахівця-електротехніка Івана Єгіазарова.
Буд. 16 — з 1906 по 1946 рік жив народний артист Грузинської РСР (1943), заслужений артист Вірменської РСР (1933), співак, соліст Тбіліського театру опери і балету ім. Паліашвілі Леон Ісецький (Тер-Іоанесянц).

## Пам'ятки

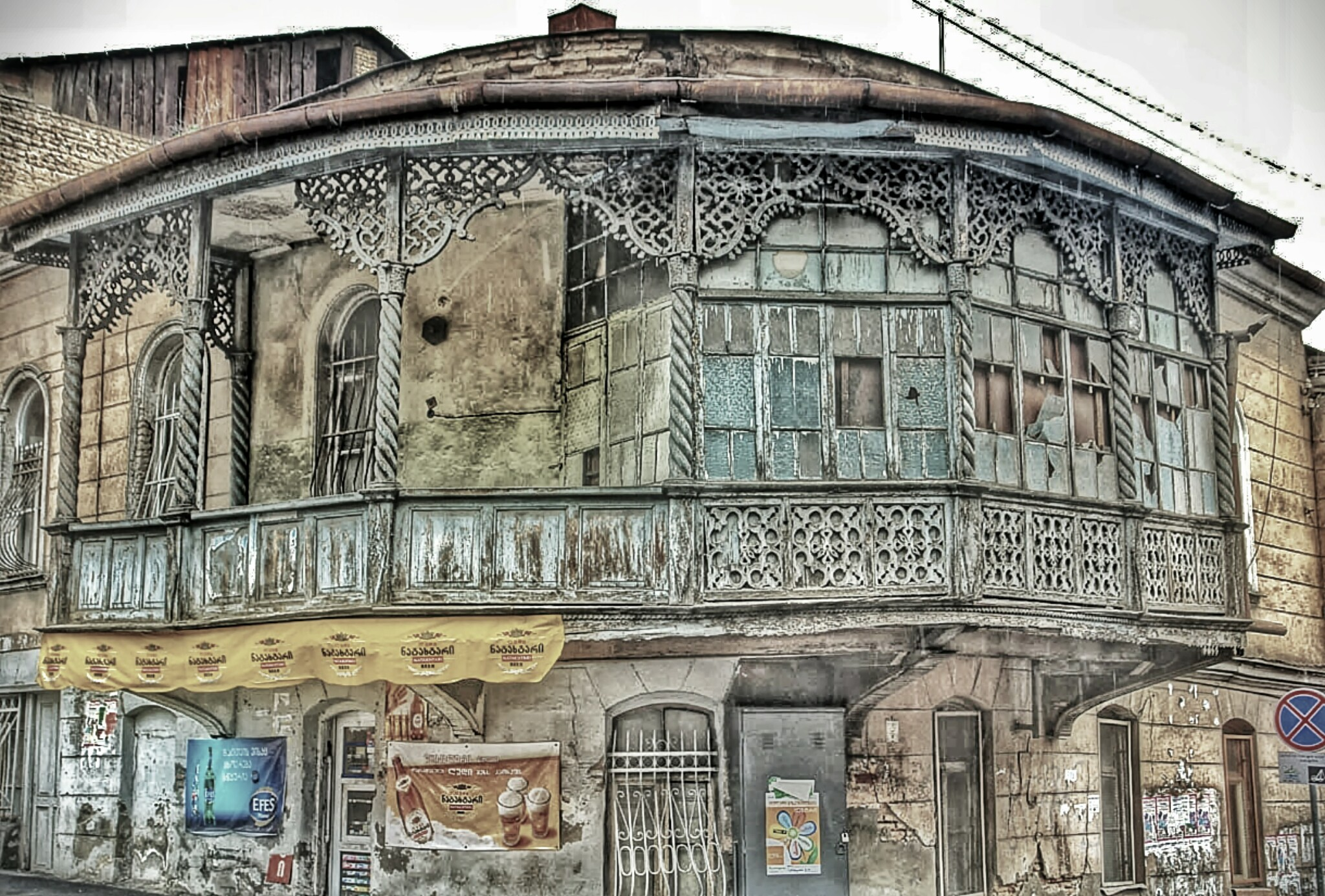
Будинок 32

Буд. 18 — Колишній будинок Вартанова, унікальні розписи та ліпнина парадної
Буд. 32 на розі з вулицею Ладо Асатіані, відображений на багатьох картинах грузинських і російських художників. Будинок побудований на фундаментах Старої фортечної вежі. Реконструкція проведена компанією Imposti. Проведені роботи дали цікаві знахідки
Хінкальна «Вельямінов» вважається однією з найстаріших у місті.